# Julio Alberto Buffarini
Julio Alberto Buffarini (General Cabrera, 18 augustus 1988) is een gewezen Argentijns voetballer, die doorgaans als rechterverdediger speelde.

## Club voetbal
Opgegroeid in het dorpje General Cabrera in het bestuurlijk gebied Juárez Celman van de provincie Córdoba, zou hij als jeugdspeler daar voor verschillende buurtploegen spelen. Toen hij dertien jaar oud was, stapte hij over naar CA Newell's Old Boys. Afgescheiden van vrienden en familie, verliep zijn aanpassing moeilijk en na vier maanden keerde hij reeds terug naar zijn geboortedorp. Kort daarna sloot hij aan bij Club Atlético Talleres. Zijn aanpassing liep daar vlotter, omdat verschillende van de spelertjes uit zijn gemeente afkomstig waren.
Hij kreeg vanaf seizoen 2006-2007 een professioneel contract aangeboden bij Club Atlético Talleres, een ploeg uit de Primera B Nacional, het tweede Argentijnse niveau. De ploeg kende financiële problemen en was op het einde van het seizoen 2003-2004 afgezakt naar dit lagere niveau. De speler zou zijn debuut kennen op 5 augustus 2006, toen de ploeg haar eerste wedstrijd speelde van het Apertura-toernooi, waarin Talleres uiteindelijk met 0-1 zou verliezen van Defensa y Justicia. De coach, Roberto Saporiti, zou hem na 62 minuten inbrengen voor Cristian Devallis. Buffarini kon echter dit eerste seizoen geen echte basisplaats afgedwingen. Met de komst van Salvador Capitano als technisch directeur (in 2007), zou Buffarini tijdens het seizoen 2007-2008 een plaats vinden in de basisopstelling, waar hij ongeveer 1800 minuten speelde in 27 optredens. Het daaropvolgende seizoen 2008-2009 degradeerde Talleres naar het Torneo Argentino A. Na het seizoen 2009-2010 in de derde divisie te hebben gespeeld, verliet hij Talleres de Córdoba als vrije speler.
Het daaropvolgende seizoen 2010-2011 zocht hij zijn geluk bij CA Tucumán, een ploeg uit de Primera B Nacional, het tweede Argentijnse niveau. Hij zou er als tweede in de pikorde na Carlos Ruben Fondacaro dienen, maar zou uiteindelijk twee doelpunten scoren tijdens zeventwintig wedstrijden.
In 2011 kwam hij terecht bij Club Ferro Carril Oeste. Bij deze ploeg uit de Primera B Nacional speelde hij een schitterend seizoen en zo kon de speler zich tijdens de tweede helft van de competitie bekend maken tegen grote ploegen gelijk River Plate, Rosario Central, Gimnasia y Esgrima La Plata, Chacarita Juniors, Quilmes en Huracán.
Vanaf seizoen 2012-2013 zou hij gedurende vier seizoenen spelen voor CA San Lorenzo de Almagro, een ploeg uit de Primera División. Bij deze ploeg zou hij zijn eerste drie prijzen pakken. In 2013 werd hij Kampioen van het “Torneo Inicial” van de Primera División Torneo Inicial. In 2014 won hij de Copa Libertadores en in 2015 de Supercopa van zijn land.
Vanaf seizoen 2016-2017 verliet hij voor de eerste maal zijn land en tekende op 20 juli 2016 een driejarig contract voor het Braziliaanse São Paulo FC, een ploeg uit de Campeonato Brasileiro Série A. Met deze transfer was een bedrag van 2 miljoen USD betrokken. Hij kon echter zijn successen met zijn vorige ploeg niet herhalen.
Na een seizoen in het buitenland keerde hij naar zijn vaderland terug en tekende vanaf 2017-2018 bij CA Boca Juniors. Op 26 december 2017 werd de komst van Buffarini naar Boca Juniors bevestigd. De club kocht 80 % van zijn pas voor een prijs van ongeveer 1.500.000 dollar en tekende een contract dat hem tot december 2020 aan de club bindt. Op 3 november 2018 scoorde hij zijn eerste doelpunt tegen CA Tigre in de 11e ronde van de Argentijnse Superliga in een 4-1 overwinning voor Boca. Bij deze ploeg zou hij in het totaal drie seizoenen spelen en weer drie prijzen pakken. Einde seizoen 2017-2018 werd hij kampioen Primera División, gevolgd in 2018 door het behalen van de Supercopa van zijn land en ten slotte op het einde van het seizoen 2019-2020 nogmaals kampioen van de Primera División.
Vanaf seizoen 2021-2022 zocht hij zijn geluk in Europa en tekende een éénjarig contract voor SD Huesca, een ploeg die het voorgaande seizoen haar plaats op het hoogste Spaanse niveau verloren had en nu in de Segunda División A. De ploeg uit regio Aragón was zeer ambitieus en wilde onder leiding van de Mexicaan Ignacio Ambríz zo snel mogelijk terug keren naar de verloren plaats. Buffarini wist onmiddellijk een basisplek af te dwingen. Tijdens de heenronde zou hij zeventien van de eenentwintig wedstrijden spelen, maar na de trainerswissel en de komst van de Spanjaard Xisco Muñoz telde de speler minder en minder voor de ploeg. Daarom werd hij op 18 januari 2022 tot aan het einde van het lopend seizoen uitgeleend aan reeksgenoot FC Cartagena. Hij vierde zijn debuut op 6 februari 2022 tijdens de thuiswedstrijd tegen UD Las Palmas, toen hij in de negenenzeventigste inviel tijdens de met 0-2 verloren thuiswedstrijd.  Zijn eerste doelpunt scoorde hij tijdens de allerlaatste wedstrijd van het seizoen.  Na tweeëntwintig minuten scoordde hij de 0-2 tegen CD Tenerife.
Na dit Europees avontuur keerde de speler terug naar zijn allereeste team, Club Atlético Talleres.

## Nationaal elftal
Hij werd in oktober 2016 opgeroepen door bondscoach Edgardo Bauza. Deze laatste had op 11 augustus van dat jaar de functie overgenomen van Gerardo Martino. De ploeg moest in het kader van de kwalificatie voor de Wereldkampioenschap voetbal 2018 wedstrijden spelen tegen Brazilië en Colombia. De speler kwam echter niet van de bank af en zou geen minuut kunnen spelen. De bondscoach werd zelf op 11 april 2017 voor zijn diensten bedankt, aangezien Argentinië op de vijfde plaats stond en slechts de vier eerste ploegen zich zouden kwalificeren. Buffarini werd nooit meer opgeroepen voor het nationaal elftal.